# 1770er
Portal Geschichte | Portal Biografien | Aktuelle Ereignisse | Jahreskalender | Tagesartikel

◄ |
17. Jh. |
18. Jahrhundert
| 19. Jh. | ►

◄ |
1740er |
1750er |
1760er |
1770er
| 1780er | 1790er | 1800er | ►

1770 |
1771 |
1772 |
1773 |
1774 |
1775 |
1776 |
1777 |
1778 |
1779

## Ereignisse
- 1772: Erste Teilung Polens
- 1773: Boston Tea Party
- 1776: Unabhängigkeitserklärung der Vereinigten Staaten; Beginn Industrielle Revolution
- 1778 bis 1779: Bayerischer Erbfolgekrieg

## Kultur
- 1774: Goethe verfasst „Die Leiden des jungen Werthers“.

## Persönlichkeiten
- Ludwig van Beethoven, deutscher Komponist
- Marie-Joseph Motier, Marquis de La Fayette, französischer General und Politiker
- George Washington, Präsident der Vereinigten Staaten
- Ludwig XV., König von Frankreich
- Maria Theresia, Erzherzogin in Österreich und Königin von Ungarn und Böhmen
- Joseph II., Erzherzog in Österreich, Kaiser des HRR
- Karl III., König von Spanien
- Friedrich II., König von Preußen
- Friedrich Wilhelm II., König von Preußen
- Pius VI., Papst
- Katharina II., Zarin in Russland
- Georg III., König des Vereinigten Königreiches von Großbritannien und Irland
- Augustus FitzRoy, 3. Duke of Grafton, Premierminister des Vereinigten Königreiches von Großbritannien und Irland
- William Pitt, 1. Earl of Chatham, Premierminister des Vereinigten Königreiches von Großbritannien und Irland
- Go-Momozono, Kaiser von Japan
- Qianlong. Kaiser von China

## Film, Literatur und Unterhaltungsbezug
Die Unterhaltungsmedien widmeten sich dem Amerikanischen Unabhängigkeitskrieg des Öfteren.
In jüngerer Zeit fiel besonders der Kinofilm Der Patriot (2000) mit Mel Gibson auf, dessen Handlung 1776 einsetzt. Ein großer Klassiker des Themas ist zudem der Film Revolution mit Al Pacino und Donald Sutherland (1985). Sporadisch besinnt man sich aber auch auf den Sturm und Drang, eine bedeutende Literaturepoche in Deutschland, die in den 1770er Jahren ihre Blütezeit erlebte. In diesem fruchtbaren Jahrzehnt beginnt der junge Goethe zu schaffen und erschafft außer zahlreichen Gedichten unter anderem den Roman die Leiden des jungen Werthers, das Drama Götz von Berlichingen, sowie die Urfassung von Faust. Mozart erlangt auf seiner Reise durch Norditalien europaweiten Ruhm, und Diderot und d’Alembert vervollständigen ihre Enzyklopädie.